# Ashokapuram
Ashokapuram é uma vila no distrito de Coimbatore , no estado indiano de Tamil Nadu.

## Demografia
Segundo o censo de 2001,  Ashokapuram  tinha uma população de 9676 habitantes. Os indivíduos do sexo masculino constituem 51% da população e os do sexo feminino 49%. Ashokapuram tem uma taxa de literacia de 84%, superior à média nacional de 59.5%; com 53% para o sexo masculino e 47% para o sexo feminino. 7% da população está abaixo dos 6 anos de idade.